# الکس نورسته

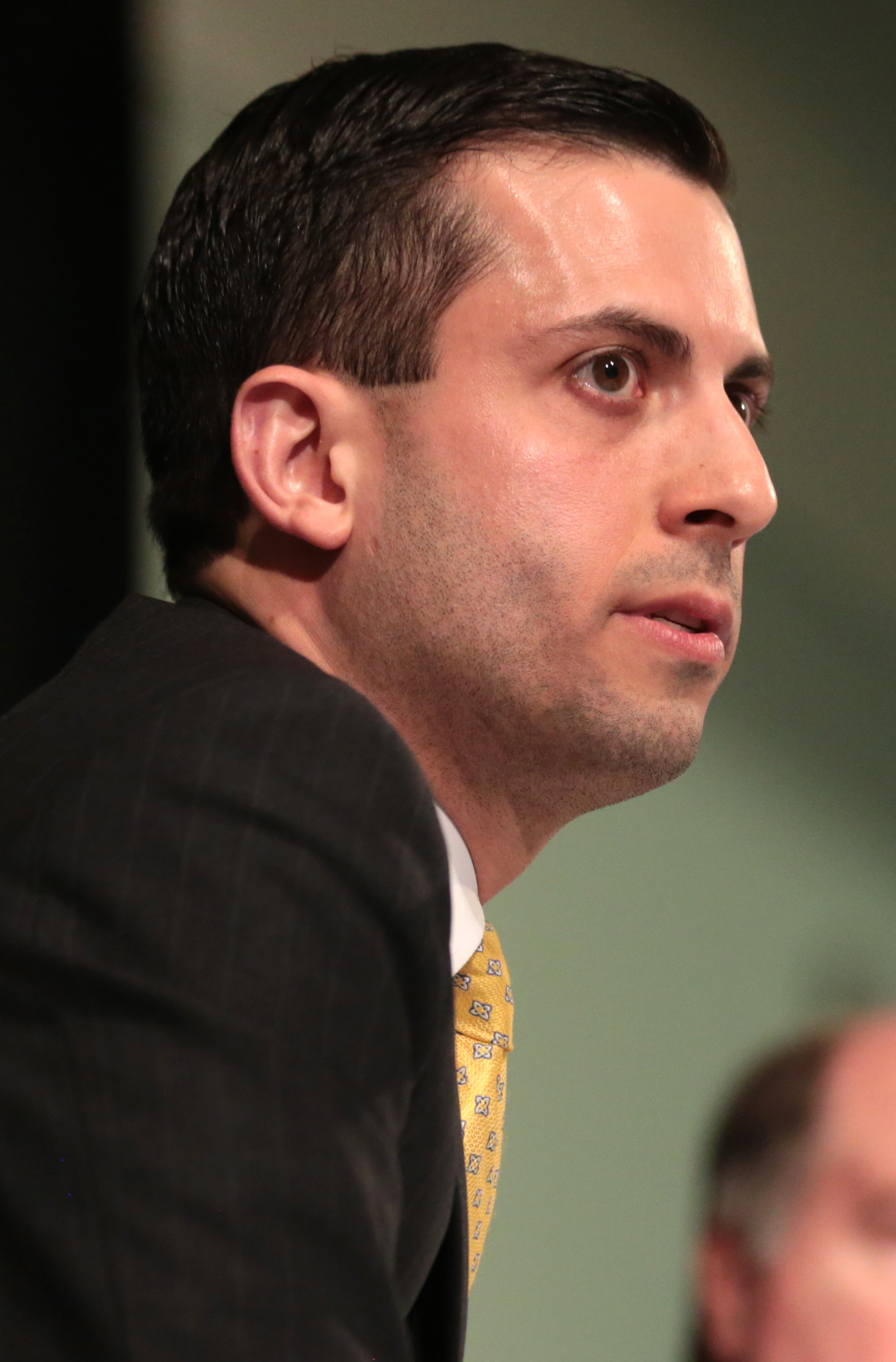
نگارهٔ الکس نورسته، کارشناس مهاجرت - ۲۰۱۷

الکسندر «الکس» نورسته (انگلیسی: Alex Nowrasteh) تحلیل‌گر سیاست مهاجرت است که هم‌اکنون در مرکز آزادی و شکوفایی جهانی مؤسسه کیتو، از اندیشکده‌های لیبرترین مستقر در واشینگتن، دی.سی. کار می‌کند. نورسته مدافع مهاجرت آزادانه تر به آمریکاست.
در ژانویه ۲۰۱۳، ای‌بی‌سی نیوز نورسته را در رتبهٔ ۱۵م از ۲۰ کارشناس برتر مهاجرت در آمریکا که باید در توییتر آن‌ها را پیگیری کرد قرار داد.
الکس نورسته در کالیفرنیای جنوبی متولد و بزرگ شد. او فرزند سیروس نورسته (فیلم‌ساز مشهور به خاطر فیلم سنگسار ثریا میم) و زنش بتسی است. او دارای لیسانس اقتصاد از دانشگاه جرج میسون و فوق لیسانس تاریخ اقتصاد از مدرسه اقتصاد لندن است.